# Santa Ana (Entre Ríos)
Pour les articles homonymes, voir Santa Ana.
Santa Ana est une localité rurale argentine située dans le département de Federación et dans la province d'Entre Ríos.
C’est aussi un centre rural réputé pour sa production d'agrumes et qui s'est ouvert au tourisme.

## Statut de municipalité
Le 11 janvier 1972, par le décret no 13/1972, un conseil de quartier rural a été créé sous l'autorité du maire de Federación en tant que liaison avec les autorités provinciales, qui a été transformé en conseil de direction en 1974 par le décret no 54/1974. Par le décret no 2650/1984 MGJE du 26 juillet 1984, Santa Ana a été déclarée municipalité de 2e catégorie, après que la loi no 7320, adoptée le 23 juillet 1984, ait approuvé son district municipal et ses données de recensement,,.
Par la loi no 9004, adoptée le 11 avril 1996 et promulguée le 29 avril 1996, le territoire municipal de la municipalité de Santa Ana a été étendu pour inclure la Colonia Ensanche Sauce et une partie du conseil de direction supprimé de Colonia La Matilde.

« Article 1 - Les districts municipaux de :
a) Villa del Rosario (département de Federación), à laquelle s'ajoutent : la colonie Santa Eloisa et une partie de Colonia La Matilde.
b) Santa Ana (département de la Fédération), à laquelle s'ajoutent : la colonie Ensanche Sauce et une partie de Colonia La Matilde.
c) Les limites entre les élargissements des deux municipalités seront le prolongement de l'avenue dite 25 de Mayo de Villa del Rosario jusqu'à la côte du lac Salto Grande, et à l'ouest le prolongement de la ligne de la limite actuelle jusqu'à son intersection avec ladite avenue. »

Le centre de population rurale de Colonia La Matilde avait été créé par le décret no 3421/1986 MGJE du 11 août 1986. Tant Colonia La Matilde que Colonia Ensanche Sauce faisaient partie de Colonia Villa Libertad et de l'ejido de Chajarí jusqu'en 1961.